# Controversa vaccinărilor
Controversa asupra vaccinării se referă la punerea în discuție a relevanței, eficacității și siguranței vaccinurilor și vaccinării. Istoric, aflată în centrul unei controverse științifice, siguranța și beneficiile vaccinării fac acum obiectul unui consens științific solid, bazat în principal pe faptul că vaccinarea a permis, de la mijlocul secolul al XX-lea, să facă să dispară mari epidemii infecțioase și să reducă rata mortalității. Mișcarea antivaccinare, cunoscută și sub denumirea de antivax, apelează deseori la teoriile conspirației.
Deși concepte precum diverse mituri și teorii ale conspirației, alături de dezinformare și dezinformare flagrantă, au fost răspândite de mișcarea antivaccinare și de medici marginali într-un mod care a crescut semnificativ ezitarea față de vaccinuri (și a influențat politica publică în jurul chestiunilor etice, legale și medicale legate de vaccinuri), în cercurile medicale de masă nu există nicio formă serioasă de ezitare sau de dezbatere (în sens larg) cu privire la beneficiile vaccinării. Un articol științific din 2021 a descris consensul științific actual ca fiind „clar și fără echivoc”.

## Istoric

Procentul populației pe țară, pe baza ratingului de aprobare pentru expresia „Este important să vaccinăm copiii” (2018).

Opoziția față de vaccinare există încă de la inventarea primelor forme moderne de vaccinare de către Edward Jenner, în 1796.

## Eficacitate
Dovezile științifice privind eficacitatea campaniilor de vaccinare la scară largă sunt bine stabilite. Între două și trei milioane de decese sunt prevenite în fiecare an în lume prin vaccinare, iar alte 1,5 milioane de decese ar putea fi prevenite în fiecare an dacă toate vaccinurile recomandate ar fi utilizate. Campaniile de vaccinare au ajutat la eradicarea variolei, care a ucis odată până la unul din șapte copii în Europa, și au aproape eradicat poliomielită. Ca un exemplu mai modest, infecțiile cauzate de Haemophilus influenzae (Hib), o cauză majoră a meningitei bacteriene și a altor boli grave la copii, au scăzut cu peste 99% în SUA de la introducerea unui vaccin în 1988.

## Mituri și dezinformare despre vaccinuri
Mai multe mituri despre vaccinare contribuie la îngrijorările părinților și la ezitarea față de vaccinuri. Acestea includ presupusa superioritate a infecției naturale în comparație cu vaccinarea, întrebări dacă bolile prevenite de vaccinuri sunt periculoase, dacă vaccinurile prezintă dileme morale sau religioase, sugerând că vaccinurile nu sunt eficiente, propunând abordări neprobate sau ineficiente ca alternative la vaccinuri și teorii ale conspirației care se concentrează pe neîncrederea în guvern și în instituțiile medicale.

### Autism
Ideea unei legături între vaccinuri și autism a fost investigată pe larg și s-a demonstrat în mod concludent că este falsă. Consensul științific este că nu există nicio relație, cauzală sau de altă natură, între vaccinuri și incidența autismului, și ingredientele din vaccinuri nu cauzează autism.

### Infecția naturală
Un alt mit comun antivaccinare este că sistemul imunitar produce o protecție imunitară mai bună în urma unei infecții naturale în comparație cu vaccinarea. Cu toate acestea, puterea și durata protecției imunitare câștigate variază în funcție de boală și vaccin, unele vaccinuri oferind o protecție mai bună decât infecția naturală. De exemplu, vaccinul HPV generează o protecție imunitară mai bună decât infecția naturală datorită conținutului mai mare de proteine de înveliș viral, în timp ce nu conține proteinele pe care virusurile HPV le folosesc pentru a inhiba răspunsul imunitar.

### Războiul informațional
O analiză a tweet-urilor din iulie 2014 până în septembrie 2017 a relevat o campanie activă pe Twitter de către Agenția de Cercetare pe Internet, o fermă de troli din Rusia acuzată de interferență în alegerile din SUA din 2016, pentru a răspândi dezinformare cu privire la siguranța vaccinurilor.

### Motivatii financiare
Susținătorii medicinei alternative câștigă promovând teoriile conspirației despre vaccinuri prin vânzarea de medicamente, suplimente și proceduri ineficiente și scumpe, cum ar fi terapia de chelare și terapia cu oxigen hiperbar, vândute ca fiind capabile să «vindece daunele cauzate de vaccinuri». Homeopații, în special, câștigă prin promovarea injecțiilor cu apă sau a «nosodelor» despre care afirmă că au un efect „natural” asemănător vaccinului. Alte entități cu un interes special în promovarea „nesiguranței” vaccinurilor pot include avocați și grupuri legale care organizează procese și acțiuni colective împotriva furnizorilor de vaccinuri.
În schimb, furnizorii de medicină alternativă au acuzat industria vaccinurilor de reprezentare eronată a siguranței și eficacității vaccinurilor, de ascundere și suprimare a informațiilor și de influențare a deciziilor de politică sanitară pentru câștig financiar.

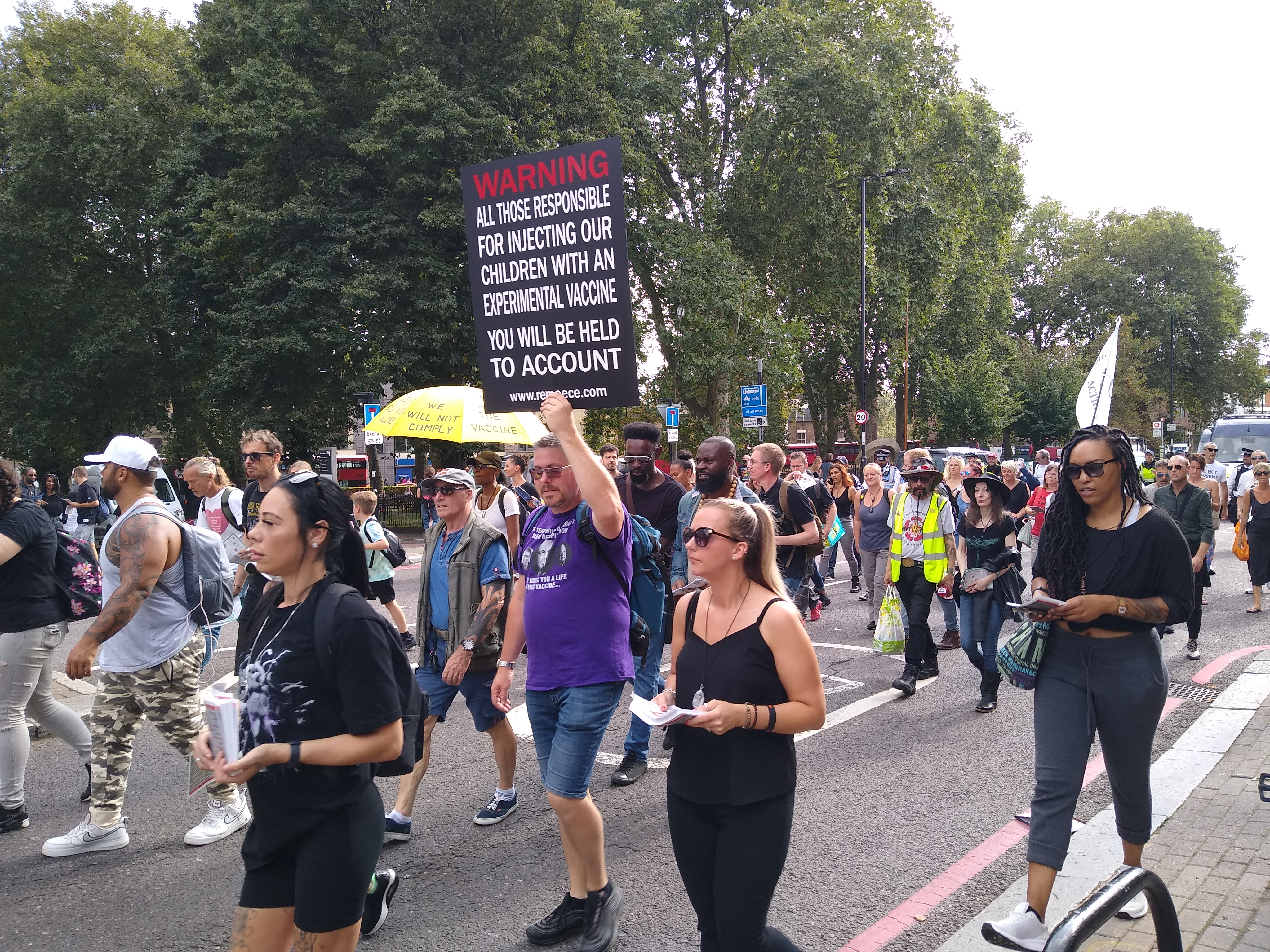
Protest împotriva vaccinării împotriva COVID-19 la Londra, Regatul Unit.

## Consecințele reducerii vaccinării
În mai multe țări, reducerile utilizării unor vaccinuri au fost urmate de creșterea morbidității și mortalității bolilor respective. Potrivit Centrelor pentru Controlul și Prevenirea Bolilor, o instituție din SUA, nivelurile ridicate și constante de acoperire vaccinală sunt necesare pentru a preveni reapariția bolilor care au fost aproape eliminate. Pertussis (tuse convulsivă) rămâne o problemă majoră de sănătate în țările în curs de dezvoltare, unde vaccinarea în masă nu este practicată; Organizația Mondială a Sănătății estimează că aceasta a cauzat 294.000 de decese în 2002. Ezitarea față de vaccinuri a contribuit la reapariția bolilor prevenibile. De exemplu, în 2019, numărul cazurilor de rujeolă a crescut cu treizeci la sută la nivel mondial și multe cazuri au apărut în țări care aproape eliminaseră rujeola.

### Stockholm, variola (1873–74)
O campanie antivaccinare motivată de obiecții religioase, preocupări legate de eficacitate și drepturile individuale a dus la scăderea ratei de vaccinare în Stockholm la puțin peste 40%, comparativ cu aproximativ 90% în alte părți ale Suediei. O epidemie majoră de variolă a început acolo în 1873. Aceasta a dus la creșterea ratei de vaccinare și la sfârșitul epidemiei.

### Marea Britanie și Irlanda, rujeolă (2000)
Ca urmare a controverselor legate de vaccinul ROR (MMR), ratele de vaccinare au scăzut brusc în Regatul Unit după 1996. De la sfârșitul anului 1999 până în vara anului 2000, a existat un focar de rujeolă în nordul Dublinului, Irlanda. La acea vreme, nivelul național de imunizare scăzuse sub 80%, iar în unele părți din nordul Dublinului nivelul era în jur de 60%. Au fost peste 100 de internări în spital din peste 300 de cazuri. Trei copii au murit și câțiva alții au fost grav bolnavi, unii necesitând ventilație mecanică pentru a se recupera.

### Nigeria, poliomielita, rujeolă, difterie (2001–prezent)
La începutul aniilor 2000, liderii religioși conservatori din nordul Nigeriei, suspicioși față de medicina occidentală, au sfătuit adepții lor să nu își vaccineze copiii cu vaccinul oral antipolio. Boicotul a fost susținut de guvernatorul statului Kano, iar imunizarea a fost suspendată pentru câteva luni. Ulterior, poliomielită a reapărut într-o duzină de vecini ai Nigeriei care erau anterior liberi de poliomielită, iar testele genetice au arătat că virusul era același care își avea originea în nordul Nigeriei. Nigeria a devenit un exportator net al virusului poliomielitei către vecinii săi africani. Oamenii din statele nordice erau, de asemenea, reticenți față de alte vaccinuri, iar Nigeria a raportat peste 20.000 de cazuri de rujeolă și aproape 600 de decese din cauza rujeolei între ianuarie și martie 2005.

### România, rujeolă (2016–prezent)
Începând cu septembrie 2017, o epidemie de rujeolă era în desfășurare în întreaga Europa, în special în Europa de Est. În România, au fost raportate aproximativ 9300 de cazuri și 34 de persoane (toate nevaccinate) au murit. Aceasta a fost precedată de o controversă din 2008 referitoare la vaccinul HPV. În 2012, doctorul Christa Todea-Gross a publicat o carte gratuită descărcabilă online, care conținea dezinformare despre vaccinare, tradusă în română, ceea ce a stimulat semnificativ creșterea mișcării antivaccinare. Guvernul României a declarat oficial o epidemie de rujeolă în septembrie 2016 și a început o campanie de informare pentru a încuraja părinții să-și vaccineze copiii. Până în februarie 2017, însă, stocul de vaccinuri ROR era epuizat, iar medicii erau suprasolicitați. În jurul lunii aprilie, stocul de vaccinuri a fost refăcut. Până în martie 2019, numărul deceselor a crescut la 62, cu 15.981 de cazuri raportate.